# Révolte des Trois Gardes
La Révolte des Trois Gardes, (chinois simplifié : 三监之乱 ; chinois traditionnel : 三監之亂 ; pinyin : Sān Jiàn zhī Luàn), ou Révolte Wu Geng, est une guerre civile opposant une alliance de trois Princes Zhou mécontents, de partisans de la dynastie Shang resté fidèles aux rois déchus, d'états vassaux et peuples non chinois et le gouvernement des Zhou, alors sous la régence du duc de Zhou. Cette révolte a lieu à la fin du XIe siècle av. J.C.
Après la chute de la dynastie Shang, Ji Fa (姬发), devenu roi sous le nom de Zhou Wuwang, fait de ses trois frères, Guanshu, Caishu et Huoshu, les « Trois gardes » de l'Est, afin de sécuriser les terres Shang nouvellement conquises. Lorsque Wu meurt, c'est son fils, Ji Song (姬誦), qui lui succède et devient roi sous le nom de Zhou Chengwang (周成王). Mais le nouveau roi est très jeune et c'est Ji Dan (姬旦), premier duc de Zhou et frère du défunt roi, qui se déclare régent et prend en charge les affaires de la cour. Cela suscite la colère des Trois Gardes, qui soupçonnent Dan de vouloir usurper le trône et pensent que c'est à eux que doit revenir la régence. Après s’être alliés à de nombreux nobles séparatistes de l'Est du pays, aux loyalistes Shang dirigé par le prince Wu Geng,, et à plusieurs États Dongyi (東夷) et Huaiyi (淮夷),, ils se révoltent contre le duc de Zhou. Ce dernier lance alors une seconde « campagne orientale » pour mettre fin à la rébellion, et met au pas les rebelles en trois ans, tuant ou privant leurs dirigeants de tout pouvoir. Ce faisant, il étend également le royaume des Zhou à la Chine orientale,, et le transforme en un empire grâce au nouveau système Fengjian (en),.
Le sinologue américain Edward L. Shaughnessy qualifie cette révolte de « crise de succession qui en est venue à être considérée comme un moment décisif non seulement pour la Dynastie Zhou de l'Ouest, mais aussi pour toute l'histoire de l'art politique chinois ».

## Situation avant la révolte

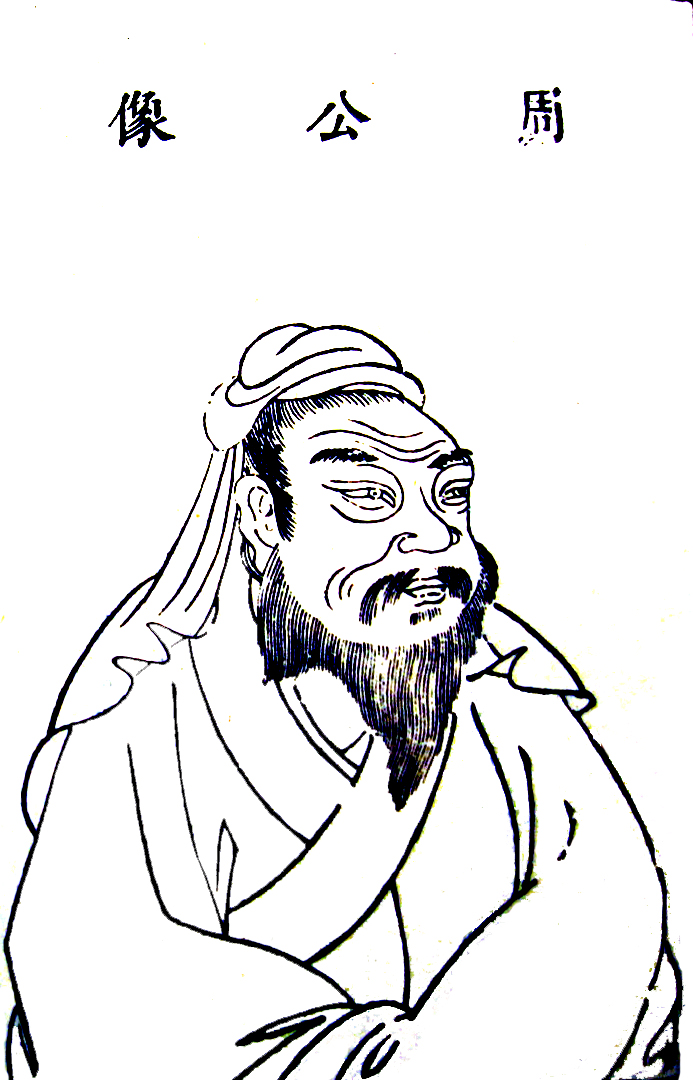
L’accession au pouvoir du Duc de Zhou est l'une des causes majeures de la révolte.

En 1059 av. J.-C., une conjonction planétaire extrêmement rare se produit, ce qui permet de voir Mercure, Vénus, Mars, Jupiter et Saturne dans la partie nord-ouest du ciel de la Chine septentrionale, ce de manière étroitement groupés. Le peuple Zhou observe ce phénomène et l’interprète comme étant un signe du ciel de grande importance, la preuve céleste que leur souverain a reçu le « Mandat du Ciel ». Wen de Zhou se déclare alors roi, rejette la tutelle de ses anciens seigneurs, les rois de la dynastie Shang, et lance une guerre pour la domination de la Chine. Pendant le règne du roi Wen, les Zhou consolident leur emprise sur les territoires entourant leur patrie, dans la vallée de la rivière Wei. Après sa mort, son fils, Ji Fa, devient le roi Zhou Wuwang et poursuit le combat de son père. Il finit par vaincre la dynastie Shang et conquérir la capitale de cette dernière, Yin, en 1046 avant J.-C.
Si la nouvelle dynastie Zhou a réussi à supplanter l'ancienne dynastie Shang, le pays reste agité et la situation politique, instable. La plupart des États vassaux de l'Est restent fidèles à la dynastie Shang déchue et détestent les nouveaux dirigeants, vus comme étant des « barbares ». Wuwang est parfaitement conscient de la situation et nomme Wu Geng, le fils de Di Xin, dernier roi Shang, au poste de « souverain adjoint de l'Est ». Il espère qu'en agissant ainsi, les Zhou pourront gouverner les terres de l'Est par l'intermédiaire d'un prince Shang. Mais afin de prévenir d'éventuelles révoltes, il décide de prendre une précaution supplémentaire, en faisant de ses trois frères, Guanshu Xian, Caishu Du et Huoshu Chu (霍叔處) les « Trois Gardes » des terres nouvellement conquises. Il leur ordonne alors de surveiller Wu Geng et les autres nobles de l'Est,,. Mais entre les états des plaines centrales Chinoise ne sont pas les seuls à être hostiles aux Zhou, car de nombreuses tribus Dongyi et de nombreux États du Shandong sont de véritables « bastions des Shang ». En effet, ces tribus et états ont des liens culturels et politiques étroits avec le régime déchu, dont ils ont été les alliés et les vassaux pendant plus de deux siècles. Parmi eux, seul l'État de Xue, dans le sud du Shandong, accueille avec bienveillance l'avènement de la dynastie Zhou et se rallie aux nouveaux rois, car ses dirigeants ont longtemps combattu les Shang pour obtenir leur indépendance.
Après avoir mis de l'ordre dans les terres orientales de son royaume, Wuwang retourne vers l'ouest, dans sa capitale, Fenghao, où il nomme ses autres frères, Dan, le duc de Zhou et Shi, le duc de Shao, respectivement chancelier royal et « Grand Protecteur ». Ces deux derniers deviennent rapidement les deux hommes politiques les plus puissants de la cour.
Wuwang meurt vers 1043 avant J.-C., laissant le trône à son fils aîné, Ji Song, qui devient roi sous le nom de Zhou Chengwang. Cependant, dès le couronnement, Le Duc de Zhou affirme que Chengwang est trop jeune pour gouverner, ce qui est probablement faux. Quoi qu'il en soit, il se déclare régent de Cheng et prend la tête de la cour,. S'il subit quelques critiques au début de son règne, Dan parvient à gagner à sa cause les membres les plus importants de la cour et prend le contrôle de la capitale,,. Avec son demi-frère, le Duc de Shao et Chengwang, il forme un triumvirat de dirigeants, dont il est le chef de facto. Si les choses tournent vite en faveur du Duc de Zhou dans l'ouest, à l'est sa prise de pouvoir provoque un grand ressentiment parmi les Trois Gardes, car Guanshu et Caishu soupçonnent leur frère de vouloir usurper le trône. De plus, Guanshu étant plus âgé que Dan, suivant la tradition, son statut d’aîné aurait dû faire de lui le candidat prioritaire pour la régence. Selon Li Feng (en), les communications à l'époque des Zhou de l'Ouest sont tellement lentes qu'il faut entre quarante et soixante jours pour parcourir les routes des montagnes de l'ouest du Henan, ce qui cause « un problème de mauvaise communication et donc de méfiance entre les commandants Zhou stationnés dans la plaine orientale et les nouveaux dirigeants de la capitale ». En 1042 avant J.-C., soit durant la deuxième année de la régence du Duc de Zhou, Guanshu et Caishu finissent par inciter Wu Geng et ses partisans à se révolter,.

## Guerre
Les deux frères rebelles réussissent rapidement à convaincre Huoshu de la justesse de leur cause, et, finalement, ce sont les Trois Gardes qui se révoltent contre le Duc de Zhou. Déjà alliés avec les loyalistes Shang, ils sont rapidement rejoints par de nombreux nobles indépendants, principalement originaires du sud-est,,. Des pans entiers des terres de l'Est du royaume de la dynastie Zhou se révoltent contre le gouvernement officiel de Fenghao, y compris certains des États qui contrôlent des cols et des itinéraires stratégiques. L'État rebelle du Ying (en), par exemple, « était situé près de la sortie de la vallée de la rivière Ying (en) qui est reliée à la plaine de Luoyang et juste à l'entrée du bassin de Nanyang, contrôlant la route vers la région de la moyenne vallée du Yangzi Jiang ». De plus, les rebelles réussissent à rallier à leur cause plusieurs alliés extérieurs. Menés par les États de Pugu (en) et de Yan, puissants sympathisants de Shang, la plupart des chefs des tribus et état Dongyi du Shandong se rallient à la cause des rebelles,. Même certaines tribus Huaiyi, qui contrôlent la région de la rivière Huai, se joignent aux rebelles, alors qu'elles n'ont que peu de liens avec les Zhou ou les Shang. Parmi elles se trouve l'État de Xu (en), qui va devenir l'un des plus grands ennemis de la dynastie Zhou,.
Mais certains États vassaux de l'est restent fidèles aux Zhou, comme celui de Song, dirigé par Weizi Qi, et celui du Yan du nord, dirigé par le Marquis Ke, fils du Duc de Shao. l'État Dongyi de Xue, mentionné plus haut, reste également fidèle aux Zhou, ses dirigeants n'ayant aucun intérêt à voir le retour au pouvoir de la dynastie Shang. Le Shiji de Sima Qian fait état de l'existence de deux autres États loyalistes au Shandong, Qi et Lu, mais cette affirmation n'est pas étayé par d'autres sources textuelles ou archéologiques.
Lorsqu'il est mis au courant du déclenchement de cette révolte, Zhou Chengwang aurait fait appel à la chéloniomancie, une forme de divination utilisant des carapaces de tortue, pour tenter de déterminer s'il doit ou non attaquer ses oncles. Finalement, les oracles concernant une telle attaque sont de bon augure, mais ses conseillers exhortent tous à les ignorer à cause de la difficulté d'une telle offensive et de l'agitation du peuple. Le roi reconnaît que la tâche est difficile et le peuple inquiet, mais refuse d'aller à l'encontre de la volonté apparente du Ciel. Au-delà des oracles, le duc de Zhou, désireux de reconquérir l'Est, est probablement intervenu pour soutenir la décision du roi.
Au début de la guerre, ce sont les États loyalistes de l'Est qui supportent le gros des combats, car le gouvernement a non seulement besoin de beaucoup de temps pour mobiliser ses forces; mais aussi d'au moins deux mois pour faire sortir ses troupes de la vallée de la rivière Wei et les déployer dans la plaine orientale. En conséquence, les rebelles ont le champ libre pendant près d'un an. Cependant, après de longs préparatifs, les ducs de Zhou et de Shao lancent finalement la deuxième « campagne orientale », pour mater la révolte. Des inscriptions en bronze datant de cette époque suggèrent que Chengwang lui-même a participé à la campagne contre les Trois Gardes en tant que commandant, ce qui contre-dit encore plus l'affirmation voulant qu'il était un enfant à l'époque des combats.
Aidés par le stratège militaire Lü Shang, les loyalistes exterminent les fidèles des Shang au cours de la deuxième année de la rébellion, après de durs combats qui voient la destruction complète de Yin et la mort du prince Wu Geng (en). Le gros des troupes des Trois Gardes est également vaincue, tandis que Guanshu Xian et Huoshu Chu sont capturés. Caishu Du s'enfuit en exil ou est banni, son sort exact est assez flou. Finalement, Guanshu est exécuté tandis que Huoshu est dépouillé de ses titres et rétrogradé au rang de simple roturier. Malgré sa victoire, le Duc de Zhou continue sa campagne contre les alliés des rebelles situés plus à l'Est et vivant au-delà des frontières du royaume des Zhou. C'est ainsi que, peu après la défaite des Trois gardes, les loyalistes avancent dans le Shandong, le Duc de Zhou commandant personnellement la conquête des États de Feng et de Pugu (en). L'État de Yan est également attaqué par les troupes loyalistes, mais réussit à résister. Au cours de la troisième année de la guerre, l'armée royale de Zhou, dirigée par le Chengwang et le duc de Zhou, mène une expédition punitive contre les peuples Huai, avant de lancer une nouvelle attaque contre Yan, qui est finalement vaincu. Dans l'ensemble, la campagne du Duc de Zhou fait surtout tomber plusieurs peuples de l'Est sous la coupe des Zhou, ce qui permet d'étendre considérablement leur royaume.

## Conséquences

### Réforme du royaume des Zhou

Le territoire des Zhou de l'Ouest, après l'adoption du système.

Après avoir définitivement écrasé la révolte, le duc de Zhou met en place un nouveau système de gouvernement nommé Fengjian (en), afin de consolider la dynastie Zhou et de stabiliser le royaume. Les États vassaux des Zhou sont réorganisés : Les deux tiers des États sont attribués aux membres de la famille royale et aux familles nobles qui leur sont fidèles, tandis que les membres de l'ancienne maison royale Shang et leurs alliés sont déplacés vers des fiefs éloignés, où ils ne peuvent pas constituer une menace pour le cœur du royaume. Les fiefs qui sont donnés aux membres de la famille royale sont généralement placés à des points stratégiques, situés le long des deux principaux axes géographiques du nord de la Chine, à savoir le fleuve Jaune et les monts Taihang. Le « système d'anoblissement Fengjian devient rapidement le socle du règne des Zhou et le couronnement de la dynastie ». Les États rebelles de Guan, Yan, Pugu et Cai sont dissous, mais ce dernier est recréée par la suite. Le territoires de l'État de Yan est annexé par le nouveau État de Lu et celui de Pugu par le nouveau État de Qi. Le domaine de l'ancienne famille royale Shang à Yin est démantelé et intégré à l'État de Wey. Ce dernier est donné à Kangshu Feng, un oncle de Chengwang resté fidèle à son neveu,. L'État de Song, un ancien centre culturel du peuple Shang,, est octroyé à Weizi Qi, un oncle de Wu Geng qui est resté fidèle aux Zhou tout au long de la révolte,. En plus de la création de plusieurs nouveaux États, un programme de colonisation rapide est lancé, dont le but est de permettre au peuple Zhou de s'étendre et de s'installer à l'est et d'y construire de nouvelles villes, afin de soumettre les Dongyi et les Huaiyi, toujours hostiles. Une des conséquences de la révolte des Trois Gardes est dont le déclenchement du conflit militaire entre la dynastie Zhou et les tribus et États indépendants de l'Est, qui va durer jusqu'à la chute des Zhou de l'Ouest en 771 avant J.-C.,.
Le Duc de Zhou admet également que, à la suite de ses conquêtes, le royaume est devenu trop grand pour être gouverné depuis la cour occidentale de Fenghao, et il décide donc que « la construction d'un centre administratif oriental semblait inévitable si [les rois Zhou] voulaient maintenir leur domination sur l'Est ». Une deuxième capitale (Chengzhou/Wangcheng (en)) est donc construite sur un site à proximité de l'actuelle ville de Luoyang. Cela dit, à l'heure actuelle, on ne sait toujours pas si c'est une ou deux villes qui ont été construites.

### Impact politique
La redistribution des terres, les réformes gouvernementale et le programme de colonisation renforcent et stabilisent la dynastie Zhou, tandis que le Duc de Zhou expose la théorie du mandat du ciel en réponse à la rébellion. Véritable outil de propagande, la théorie du Mandat du ciel sert à légitimer moralement et spirituellement la nouvelle dynastie,, en faisant de la prise du pouvoir par Zhou Wuwang une émanation de la volonté céleste. Forte de son nouveau pouvoir, la dynastie Zhou entre dans une ère de prospérité et d'expansion, qui va durer jusqu'à ce qu'elle soit gravement affaiblie par sa défaite lors de la guerre avec le Chu en 961-957 avant J.-C. Le triumvirat composé du Duc Dan de Zhou, de Chengwang et du Duc Shi de Shao continue de gouverner le royaume des Zhou pendant trois années supplémentaires après la guerre civile. Cependant, Dan et son demi-frère Shi finissent par se brouiller sur la forme de gouvernement à adopter. Le duc Dan, qui a à l'esprit sa propre position de chancelier royal et de régent, veut mettre en place un système méritocratique, tandis que le duc Shi estime que le pouvoir doit rester dans la famille royale pour éviter tout risque d'usurpation. C'est probablement à la suite de ce débat que le duc de Zhou se retire finalement de la vie politique en 1036 avant J.-C., en rendant officiellement le pouvoir a Chengwang et en laissant le duc de Shao devenir l'homme le plus puissant du royaume,.
Dans le même temps, l'échec de la rébellion de Wu Geng et le démantèlement des terres Shang qui s'ensuit mettent fin à toute possibilité de restauration de la dynastie Shang,. Malgré cela, et la proclamation du Mandat du Ciel qui retire toute légitimité aux Shang, des loyalistes Shang continuent de lutter contre les Zhou bien après la révolte des Trois Gardes. Vers 979 avant J.-C., donc soixante ans après la révolte, une guerre éclate entre le royaume de Zhou, alors dirigé par Zhou Kangwang, le successeur de Changwang, et les Guifang vivant au Shanxi et dans le nord du Shaanxi. Ces derniers auraient été soutenus par les derniers pro-Shang, commandé par le comte de Ge, et auraient peut-être combattu pour la restauration de la dynastie Shang,,. Néanmoins, ces soulèvements restent localisés et de faible importance, de sorte que les loyalistes Shang n'ont plus jamais représenté une menace sérieuse pour la dynastie Zhou.

### Points de vue ultérieurs sur la Révolte
Comme, bien des siècles plus tard, le duc de Zhou a été « vénéré comme un modèle de sagesse et d'humilité » et considéré comme étant un « grand exemple » à suivre par Confucius,, la révolte contre sa régence a été, par conséquent, vilipendée. Les « Trois Gardes »  sont vus comme étant des « hommes mauvais d'autrefois », vaincu par la vertu du duc Dan. Cette interprétation des faits domine les interprétations moralistes de cette guerre civile pendant des siècles. Mais malgré une opinion généralement négative à l'égard des rebelles, certains érudits tentent de réévaluer les actions des Trois gardes. Ji Kang, un célèbre auteur de la période des Trois Royaumes, est l'auteur d'un essai sur Guanshu et Caishu, dans lequel il soutient que les frères rebelles avaient « des raisons sincères de douter de la sagesse » de la régence du duc Dan. En tant que fidéle du clan royal Cao, il établit un lien direct entre la révolte des Trois gardes et les Trois Rébellions au Shouchun, considérant que, dans les deux cas, les rebelles sont des hommes qui vont jusqu'au bout de leur devoir, en luttant contre des régents ayant usurpé le pouvoir; à savoir le duc de Zhou pour les premiers et Sima Yi pour les seconds.

## Voir également
- Kang Hou gui (en), un vase en bronze datant de la Dynastie Zhou de l'Ouest, à l'intérieur duquel a été gravé un texte décrivant le déroulement de la révolte
- Liste des révoltes en Chine (en)